# Huttons Ambo
Huttons Ambo est une paroisse civile du Yorkshire du Nord, en Angleterre.